# Jean Mystacon
Jean, surnommé Mystacon, « le moustachu » (en grec Ἰωάννης ὀ Μυστάκων, fl. 580–590), est un important général byzantin des guerres face à l'Empire sassanide lors des règnes des empereurs byzantins Tibère II Constantin (r. 578–582) et Maurice (r. 582–602).

## Famille
Il est probablement le fils d'Artabanès, un général byzantin issue de la dynastie des Arsacides.
Son épouse Placidia est la fille d'Anastasius et de Iuliana, ainsi que l'arrière-petite-fille d'Anicius Olybrius. Il avait probablement deux fils, Manuel, prince arsacide, et Valentinien, césar en 644.

## Biographie
Né dans la province de thrace, Jean apparaît pour la première fois dans l'Histoire en 579 comme général en Arménie byzantine aux côtés de Cours. Si tout de fois il n'occupe pas encore le poste de magister militum per Armeniam à ce moment, il y est élevé en 582 lorsqu'il est nommé magister militum per Orientem par le nouvel empereur Maurice. Peu après, possiblement en automne 582, il affronte lors d'une bataille rangée les Perses sassanides sous le commandement de Kardarigan près de la jonction de la rivière Nymphius (aujourd'hui Batman) et du Tigre. Lors de cette bataille, Jean commande le centre, son collègue Cours l'aile droite et le général Ariulf l'aile gauche. La bataille débute bien, le centre et l'aile gauche repoussant les Perses, mais Cours ne suit pas, prétendument à cause de sa jalousie envers Jean, obligeant les Byzantins à battre en retraite,. Après une nouvelle défaite lors du siège unfructueux du fort d'Acbas, il est remplacé à la fin de l'année 583, par Philippicus.
En 587, il obtient brièvement le commandement en Thrace contre les Avars après leur défaite et la capture du commandant local Castus. Jean brise le siège des Avars sur Adrinople après les avoir battus sur le champ de bataille, mais refuse de les poursuivre sans précaution. En 589, il retrouve le commandement en Arménie comme magister militum, un poste qu'il occupe quelques années jusqu'à la paix de 591 avec la Perse, lorsqu'il est remplacé par Héraclius l'Ancien. À peu près au même moment, il est élevé au rang de patrice. En 589, il assiège la capitale arménienne Dvin, mais lève finalement le siège lorsqu'il apprend la rébellion du général Bahrām Chobin contre l'empereur de Perse Hormizd IV (r. 579–590). Tirant avantage de ces troubles, il mène des raids en Azerbaïdjan, alors tenus par les Perses, gagnant un important butin et de nombreux captifs. En 591, il prend part à la campagne conjointe byzanto-perse, sous le commandement de Narsès (en), pour rétablir Khosro II (r. 590–628), l'empereur sassanide légitime, sur son trône. À la tête de ses troupes arméniennes, il combat la décisive lors de la bataille de Blarathon (en), qui signe la défaite finale de l'usurpateur Bahrām.